# تشارلز توبي
تشارلز توبي (بالإنجليزية: Charles W. Tobey) (و. 1880 – 1953 م) هو سياسي من الولايات المتحدة الأمريكية ولد في بوسطن.
تولى منصب عضو مجلس الشيوخ الأمريكي .وهو عضو في الحزب الجمهوري .

## روابط خارجية
- تشارلز توبي على موقع إن إن دي بي (الإنجليزية)